# Fillmore East 1968
Fillmore East 1968 es el segundo álbum en directo del grupo estadounidense Iron Butterfly, lanzado en 2011 por la discográfica Rhino.
Se trata del segundo disco en vivo de la banda, y recoge material de archivo grabado el 26 y 27 de abril de 1968 en el Fillmore East de Nueva York, a lo largo de 4 shows -2 por día-, por lo cual la mayoría de las canciones se repiten en distintas versiones.
El anterior trabajo discográfico de Iron Butterfly, Sun and Steel, había sido editado unos 36 años antes, en 1975.

## Lista de canciones
Disco uno
1. Fields of Sun
2. You Can't Win
3. Unconscious Power
4. Are You Happy
5. So-Lo
6. Iron Butterfly Theme
7. Stamped Ideas
8. In-A-Gadda-Da-Vida
9. So-Lo
10. Iron Butterfly Theme

Disco dos
1. Are You Happy
2. Unconscious Power
3. My Mirage
4. So-Lo
5. Iron Butterfly Theme
6. Possession
7. My Mirage
8. Are You Happy
9. Her Favorite Style
10. In-A-Gadda-Da-Vida
11. So-Lo
12. Iron Butterfly Theme

- Disco uno grabado el 26 de abril de 1968 (tracks 1-6: primer show; tracks 7-10: segundo show)
- Disco dos grabado el 27 de abril de 1968 (tracks 1-5: primer show; tracks 6-12: segundo show)

## Personal
- Lee Dorman - bajo, coros
- Doug Ingle - voz, órgano
- Ron Bushy - batería
- Erik Brann - guitarra, coros